# ISA World Surfing Games 2022
Los XXXIV ISA World Surfing Games se celebraron en Huntington Beach (Estados Unidos) en el año 2022 bajo la organización de la International Surfing Association (ISA).
Además, en esta edición se otorgaron dos plazas directas para la competición de surf en los Juegos Olímpicos de París 2024, una masculina y otra femenina, que se le otorgó al mejor equipo por puntos de cada género. En este caso, Japón se hizo con la plaza en categoría masculina, y Estados Unidos la logró en categoría femenina.

## Medallistas
| Evento    | Oro                                                                                                   | Plata                                                                                                | Bronce                                                                                       |
| --------- | --- | --- | -------------------------------------------------------------------------------------------- |
| Masculino | Kanoa Igarashi Japón                                                                                  | Rio Waida Indonesia                                                                                  | Jackson Baker Australia                                                                      |
| Femenino  | Kirra Pinkerton Estados Unidos                                                                        | Pauline Ado Francia                                                                                  | Sally Fitzgibbons Australia                                                                  |
| Aloha Cup | Gatien Delahaye Tessa Thyssen Vahine Fierro Timothé Bisso Francia                                     | Griffin Colapinto Zoë McDougall Gabriela Bryan Kolohe Andino Estados Unidos                          | Leandro Usuna Ornella Pellizzari Lucía Induráin Santiago Muñiz Argentina                     |
| Equipos   | Kolohe Andino Griffin Colapinto Nat Young Gabriela Bryan Zoë McDougall Kirra Pinkerton Estados Unidos | Jackson Baker Liam O’Brien Callum Robson Sally Fitzgibbons Sophie McCulloch India Robinson Australia | Timothé Bisso Mihimana Braye Gatien Delahaye Pauline Ado Vahine Fierro Tessa Thyssen Francia |

## Medallero por países
| Núm. | País           | Oro | Plata | Bronce | Total |
| ---- | -------------- | --- | ----- | ------ | ----- |
| 1    | Estados Unidos | 2   | 1     | 0      | 3     |
| 2    | Francia        | 1   | 1     | 1      | 3     |
| 3    | Japón          | 1   | 0     | 0      | 1     |
| 4    | Australia      | 0   | 1     | 2      | 3     |
| 5    | Indonesia      | 0   | 1     | 0      | 1     |
| 6    | Argentina      | 0   | 0     | 1      | 1     |
|      | TOTAL          | 4   | 4     | 4      | 12    |